# Ephraim F. Morgan
Ephraim Franklin Morgan, född 16 januari 1869 i Marion County i West Virginia, död 15 januari 1950 i Bethesda i Maryland, var en amerikansk politiker (republikan). Han var West Virginias guvernör 1921–1925.
Morgan efterträdde 1921 John J. Cornwell som guvernör och efterträddes 1925 av Howard Gore.